# Prusy (Bánovce nad Bebravou)
Prusy es un municipio del distrito de Bánovce nad Bebravou en la región de Trenčín, Eslovaquia, con una población estimada a final del año 2024 de 666 habitantes.
Se encuentra ubicado en el centro-sur de la región, cerca del río Bebrava (cuenca hidrográfica del río Danubio) y de la frontera con la región de Nitra.

## Demografía
| Año        | 1994 | 2004    | 2014    | 2024     |
| ---------- | ---- | ------- | ------- | -------- |
| Población  | 531  | 551     | 598     | 666      |
| Diferencia |      | +3,76 % | +8,52 % | +11,37 % |

| Año        | 2023 | 2024    |
| ---------- | ---- | ------- |
| Población  | 648  | 666     |
| Diferencia |      | +2,77 % |